# ささきゆうちゃん
ささきゆうちゃんは、日本の漫画家。『フェイク・リベリオン』で知られている。2024年より『週刊コロコロコミック』（小学館）にて『バトルミー』を連載し、作画を担当している。

## 来歴
第9回「月刊ビッグガンガンマンガ賞」にて奨励賞を受賞。「豚の皿」が第25回スクウェア・エニックスマンガ大賞にて準大賞を受賞。同作が『月刊ビッグガンガン』（スクウェア・エニックス）2015年Vol.02に掲載される。
2016年、『月刊ビッグガンガン』Vol.12より「怪異バトルアクション」作品『怪異撲滅ミンチちゃん』の連載を開始。2018年、同誌Vol.12より「SFスペクタクル」作品『フェイク・リベリオン』の連載を開始。2021年、『月刊少年ガンガン』（同）9月号より、極道の娘が異世界に転生したストーリーを描いた『組長の娘は異世界で最強の組を作るため極道無双はじめました』の連載を開始。2023年、同誌2月号より天那光汰の原作による異世界転生者と戦う物語『異世界チートブレイカーズ』の連載を開始。2024年10月、『週刊コロコロコミック』（小学館）にて松本しげのぶの原作（ネーム）による『バトルミー』の連載を開始し、作画を担当している。

## 作品リスト
- 豚の皿（『月刊ビッグガンガン』2015年Vol.02[4]） - 読み切り
- きらきら光る姫[11]（『月刊ビッグガンガン』2016年Vol.03） - 読み切り
- 怪異撲滅ミンチちゃん（『月刊ビッグガンガン』2016年Vol.12[5] - 2017年Vol.12、全2巻）
- フェイク・リベリオン（『月刊ビッグガンガン』2018年Vol.12[6] - 2019年Vol.11、全2巻）
- 組長の娘は異世界で最強の組を作るため極道無双はじめました（『月刊少年ガンガン』2021年9月号[1] - 2022年5月号[12]、全2巻） - 第一部完[13]
- 異世界チートブレイカーズ（原作：天那光汰、『月刊少年ガンガン』2023年2月号[9] - 2024年2月号[14]、全2巻）
- バトルミー（ネーム：松本しげのぶ[10]、『週刊コロコロコミック』2024年10月5日[2] - 、既刊1巻）